# Maria-im-Walde-Kirche (Dolina)

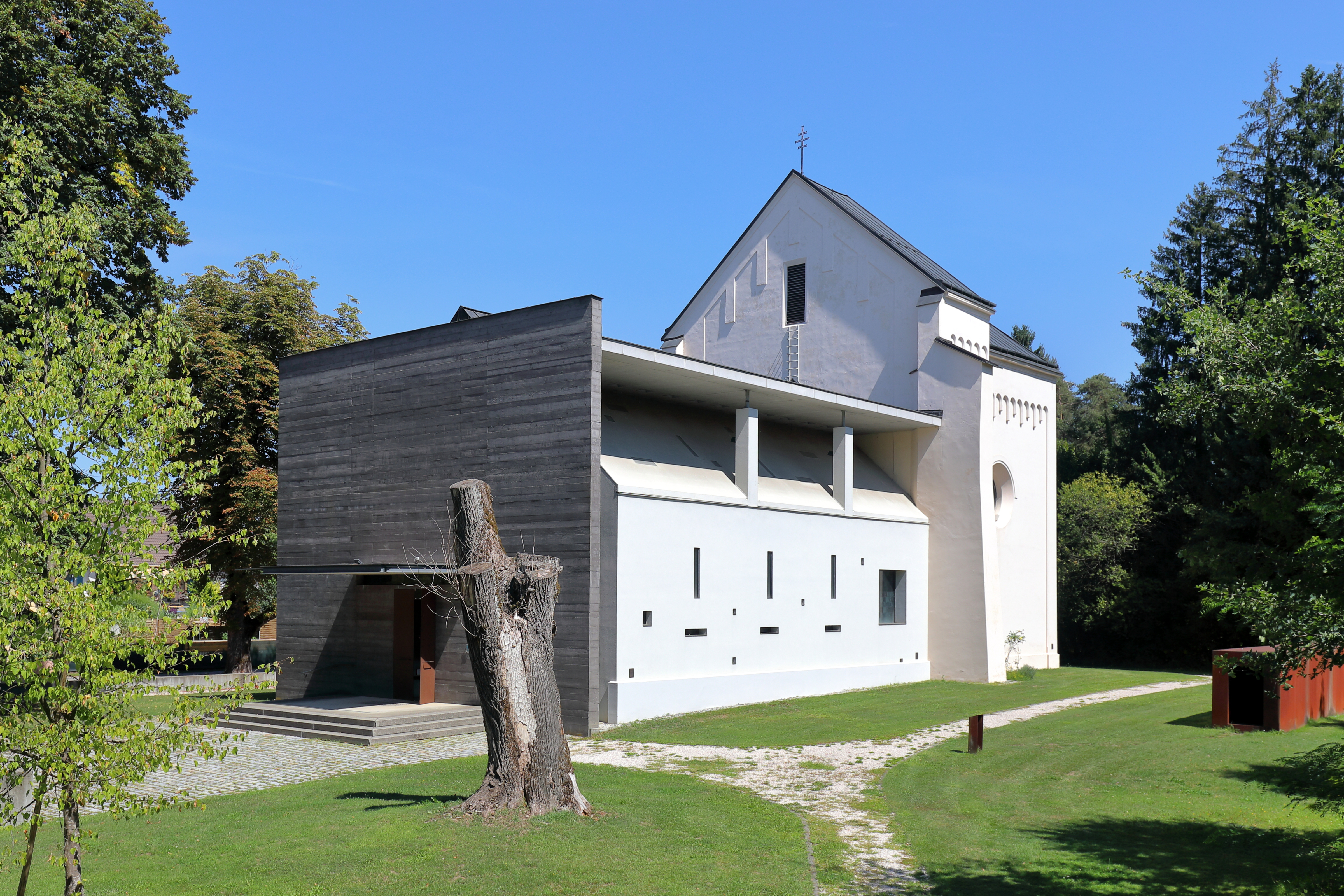
Autobahnkirche

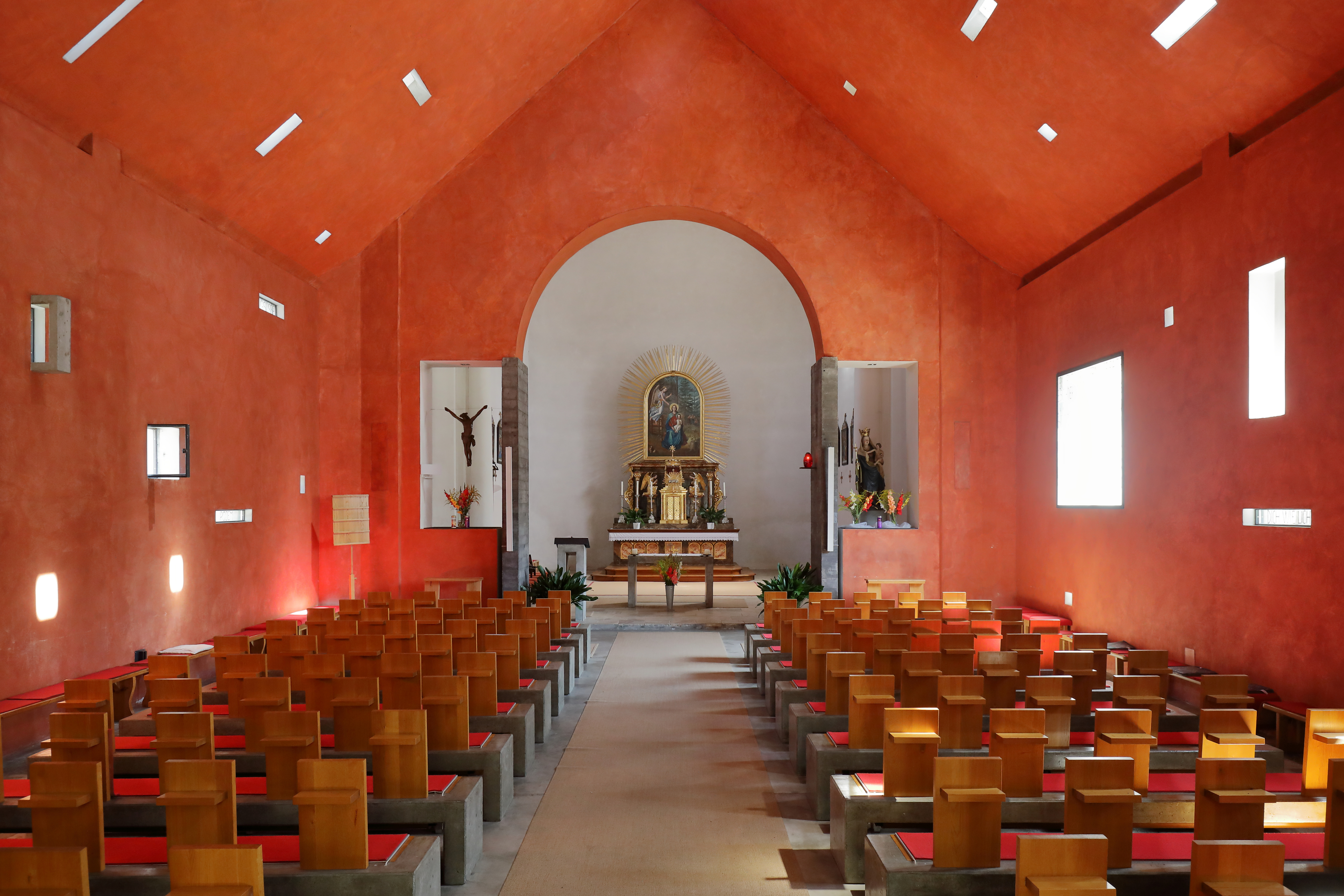
Innenansicht

Die Filialkirche Maria im Walde, auch als Autobahnkirche Dolina bezeichnet, ist eine römisch-katholische Kirche in der Ortschaft Dolina in der Gemeinde Grafenstein in Kärnten. Sie gehört zur zweisprachigen Pfarre Poggersdorf.

## Geschichte
Drei slowenische Mädchen aus Dolina hatten 1849 eine Marienerscheinung an drei aufeinanderfolgenden Tagen. Sehr rasch verbreitete sich die Kunde und so manche Genesung soll auf den Besuch des wundersamen Ortes zurückgehen. Auf Drängen der Einheimischen aus Poggersdorf wurde auf bischöfliche Anordnung eine kirchliche Untersuchung durch den Tainacher Probst durchgeführt, während die Einheimischen bereits Gelder für die Errichtung der Kirche sammelten.
Von 1861 bis 1863 wurde nach den Plänen des Architekten Anton Bierbaum ein historistischer Kirchenbau vom Architekten Anton Faleschini errichtet. Das hohe Kirchenschiff mit zweiseitigem Chorschluss und späterer nordseitig angebauter Sakristei erhielt im Jahre 1882 einen Turm, der im Jahre 1889 einstürzte. Das Langhaus wurde vom Architekten Wilhelm Klebel neu errichtet, die Weihe war im Jahre 1957.
In den Jahren 1999 bis 2000 erfolgte mit den Architekten Ferdinand Čertov und Robert Morianz eine Neugestaltung durch einen Betonbau mit einer vorgestellten Wand als Eingangsfront und einer Dachkonstruktion über Stützen zu einer Autobahnkirche. Der Innenraum zeigt sich mit vertikalen und horizontalen Lichtschlitzen. Die Wandmalerei in unterschiedlichen Rottönen ist vom Maler Johanes Zechner. Zwei Glasfenster wurden von Giselbert Hoke gestaltet.
Es gibt eine Holzfigur Madonna mit Kind um 1420, mit späterer Fassung und Überschnitzung. Der barocke Hochaltar trägt ein Bild der Marienerscheinung vom Maler Peter Markovič aus dem Jahre 1906. Der goldgefasste Tabernakel wurde am Anfang des 20. Jahrhunderts geschaffen.

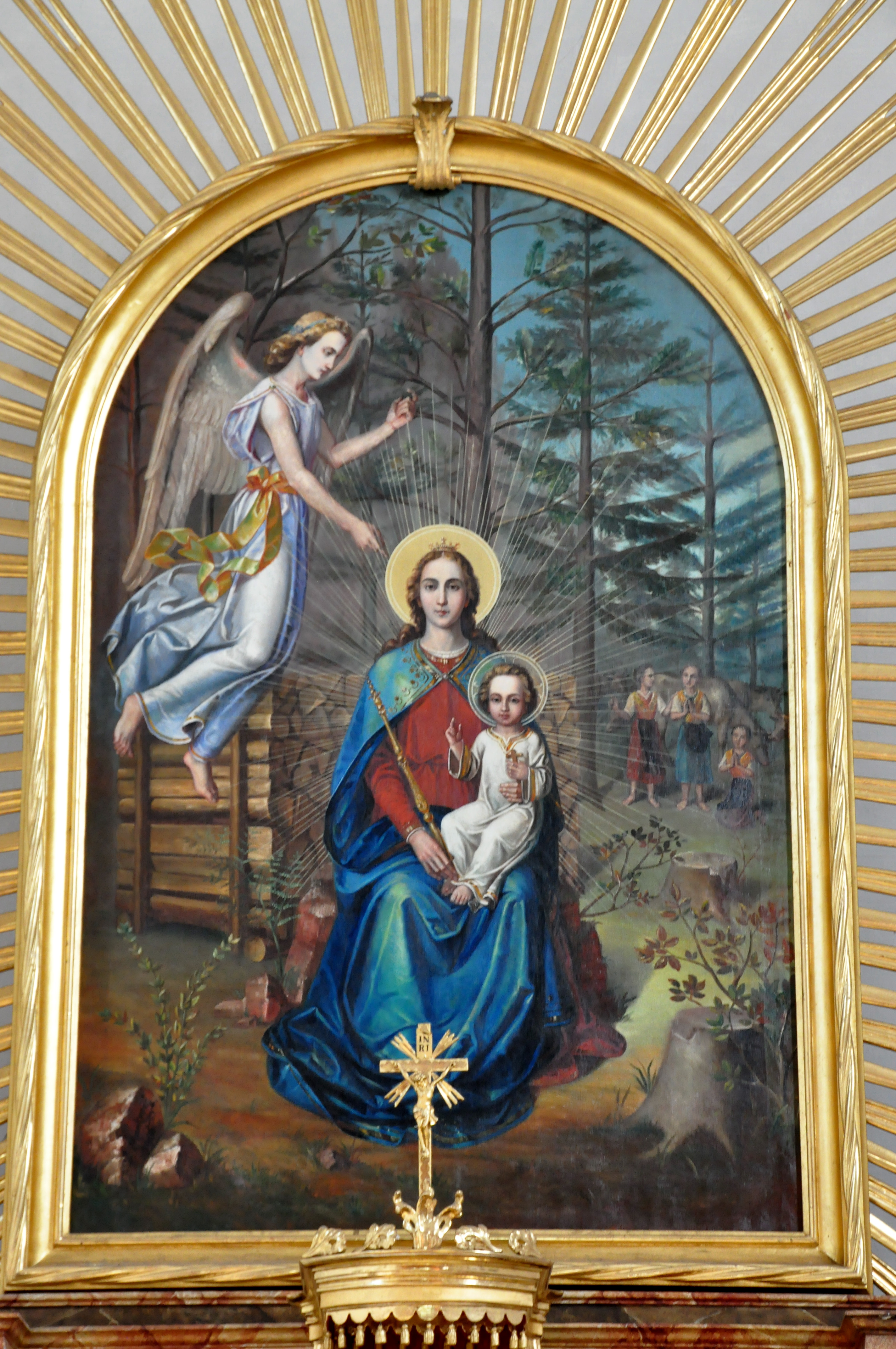
Altarbild vom akademischen Maler Peter Markovič aus Rosegg

## Slowenische Kulturgeschichte
Die Wallfahrt Dolina mitten im Klagenfurter Feld hat einen besonderen Stellenwert in der regionalen slowenischen Kulturgeschichte. Sie wurde sehr rasch sehr beliebt. Deren Bedeutung unterstreichen das Altarbild vom slowenischen akademischen Maler aus Rosegg Peter Markovič, der slowenische Kreuzweg aus dem Ende des 19. Jh., wenn auch in einem sehr volkstümlichen Stil gehalten.

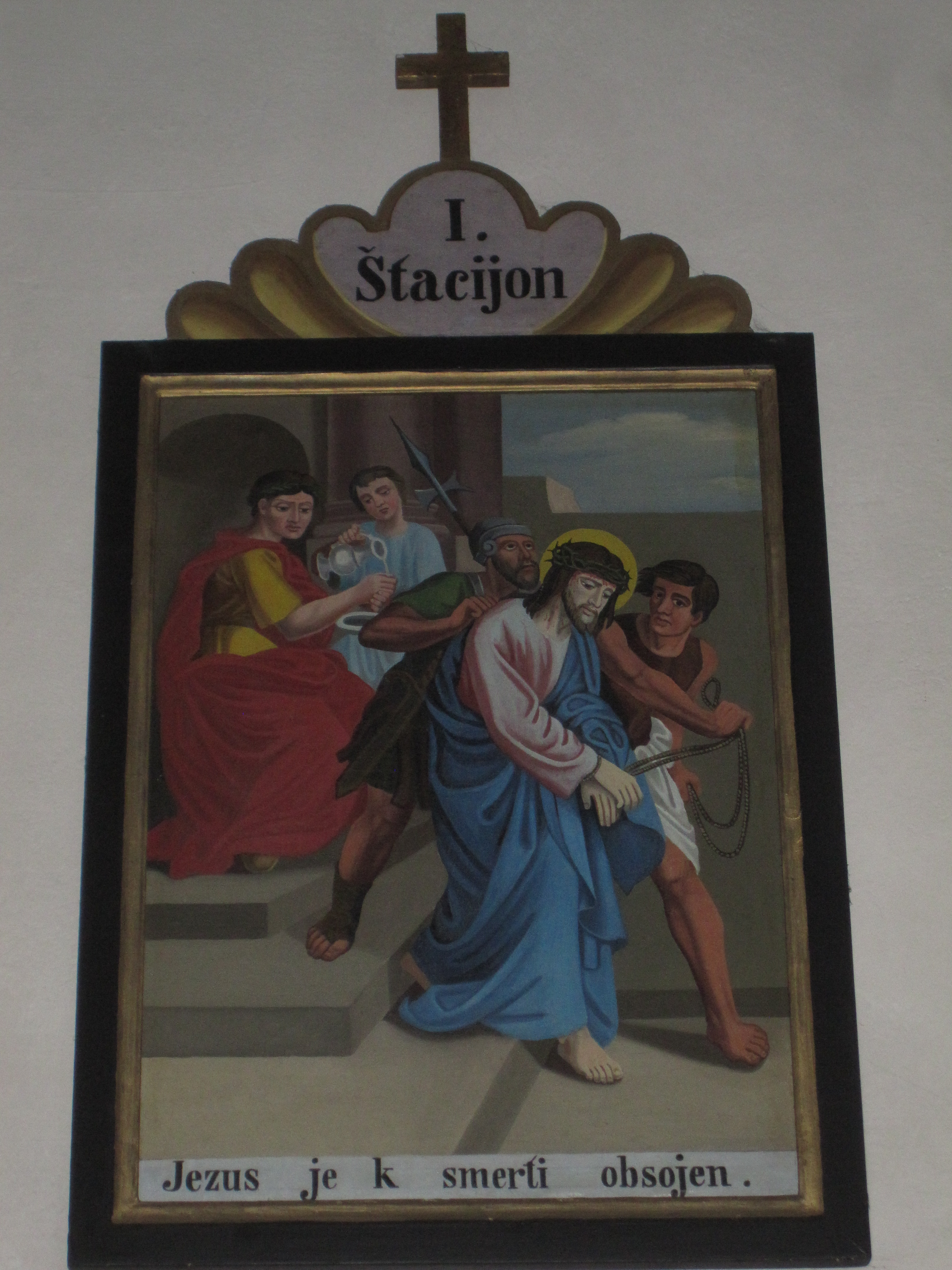
1. Station vom Kreuzweg in Dolina

1871 fand im Nachbarort Oberwuchel/Zgornja Buhlja die 3. Kärntner (und gleichzeitig der 17. und letzte) bedeutende slowenische politische Versammlung unter dem Namen Tabor statt, an der über 7.000 Teilnehmer waren. Die zentralen Forderungen waren die Vereinigung aller Slowenen in einer staatlichen Einheit unter habsburgischer Krone, die Verwirklichung der im Grundrechtskatalog der Dezemberverfassung 1867 gewährleisteten Rechte, ein gerechtes Schulwesen, dass das Erlernen der slowenischen Muttersprache gewährleisten sollte sowie die Schaffung eines slowenischen Genossenschaftswesens und die Errichtung slowenischer Kulturvereine. Gerade diese sollten in der Folge in der näheren Umgebung auch errichtet werden. Die Wahl des Versammlungsortes, einen Katzensprung neben dem bekannten und beliebten slowenischen Wallfahrtsort ist kein Zufall.